# Musée Toulouse-Lautrec

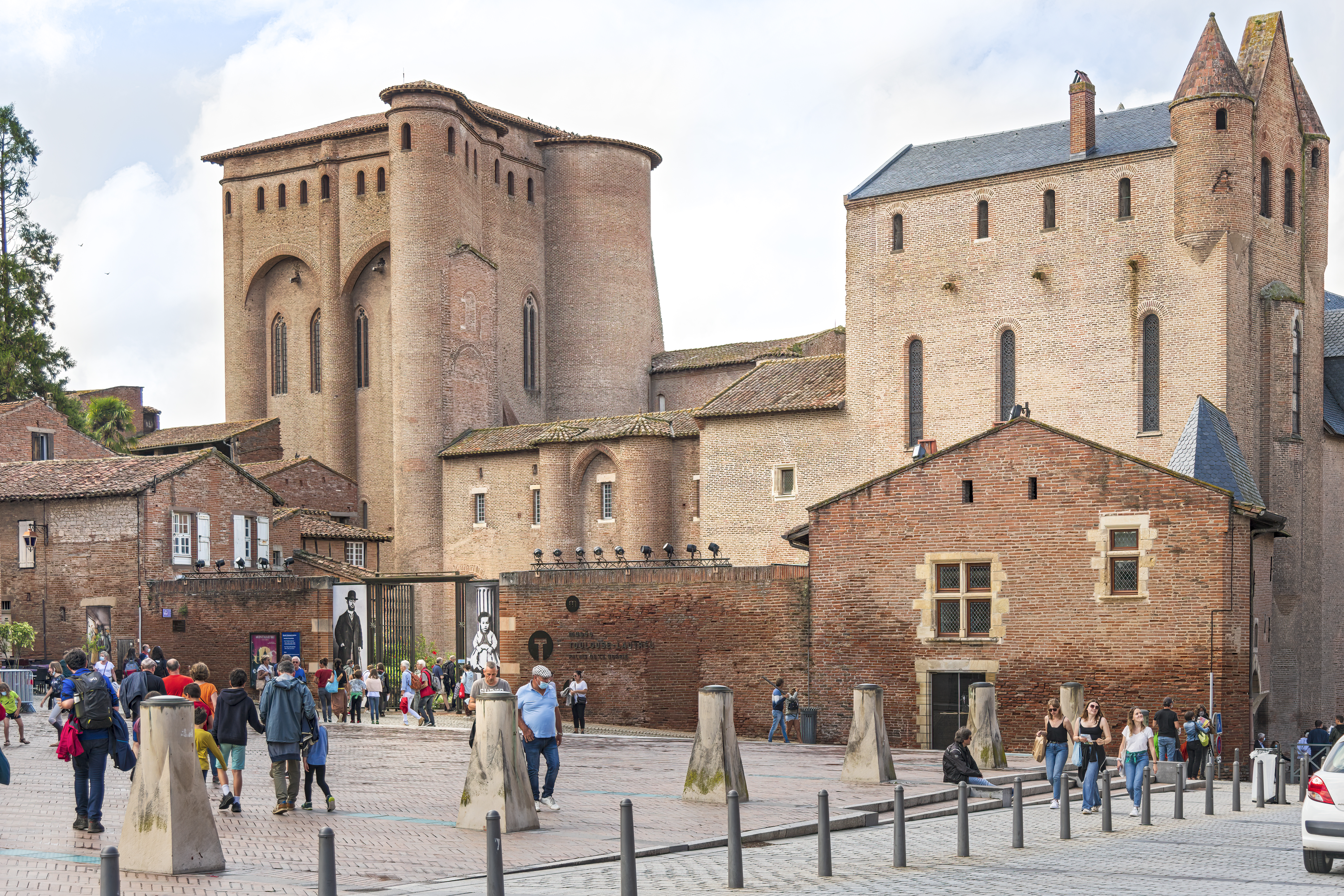
Museum Toulouse-Lautrec

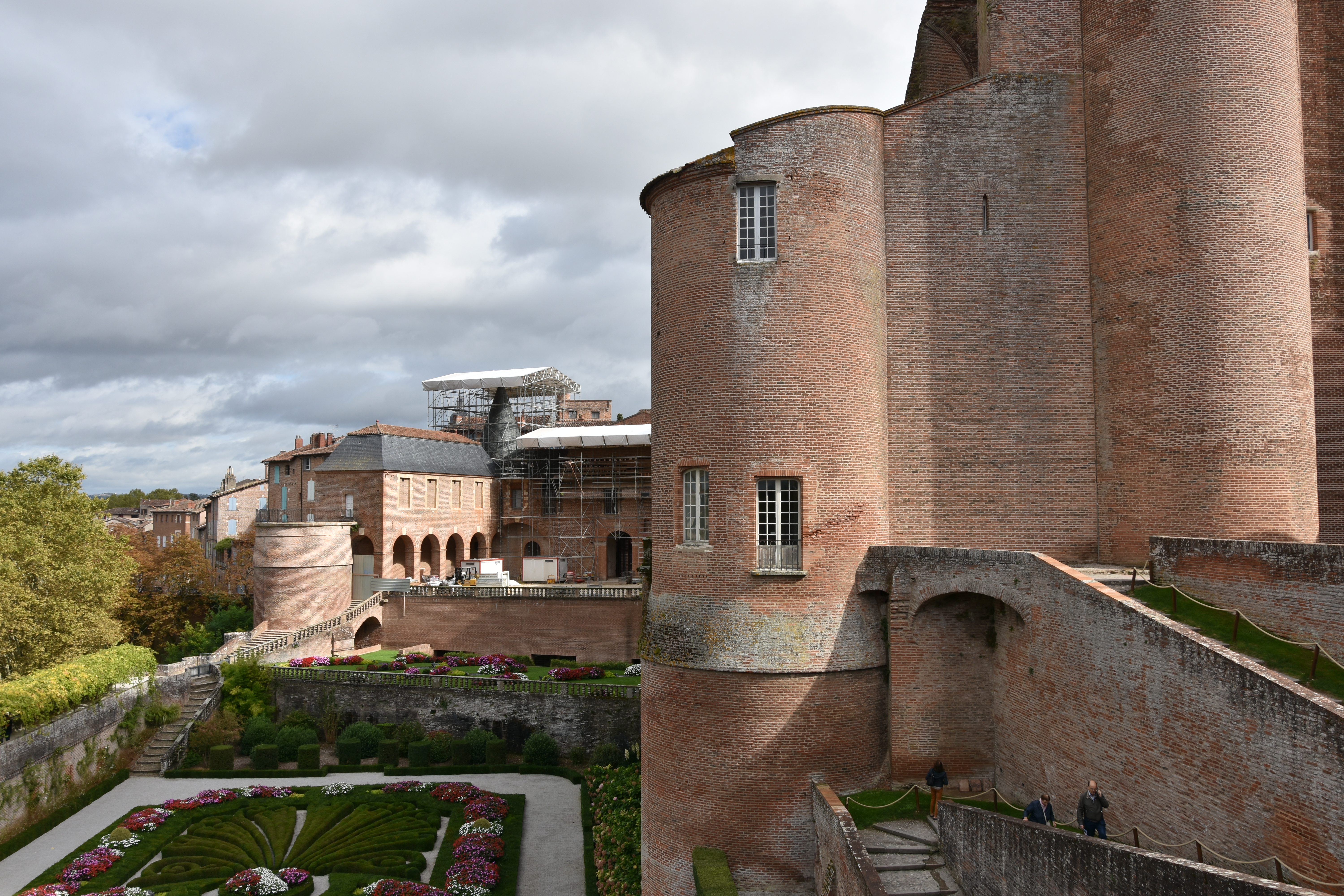
Palais de la Berbie

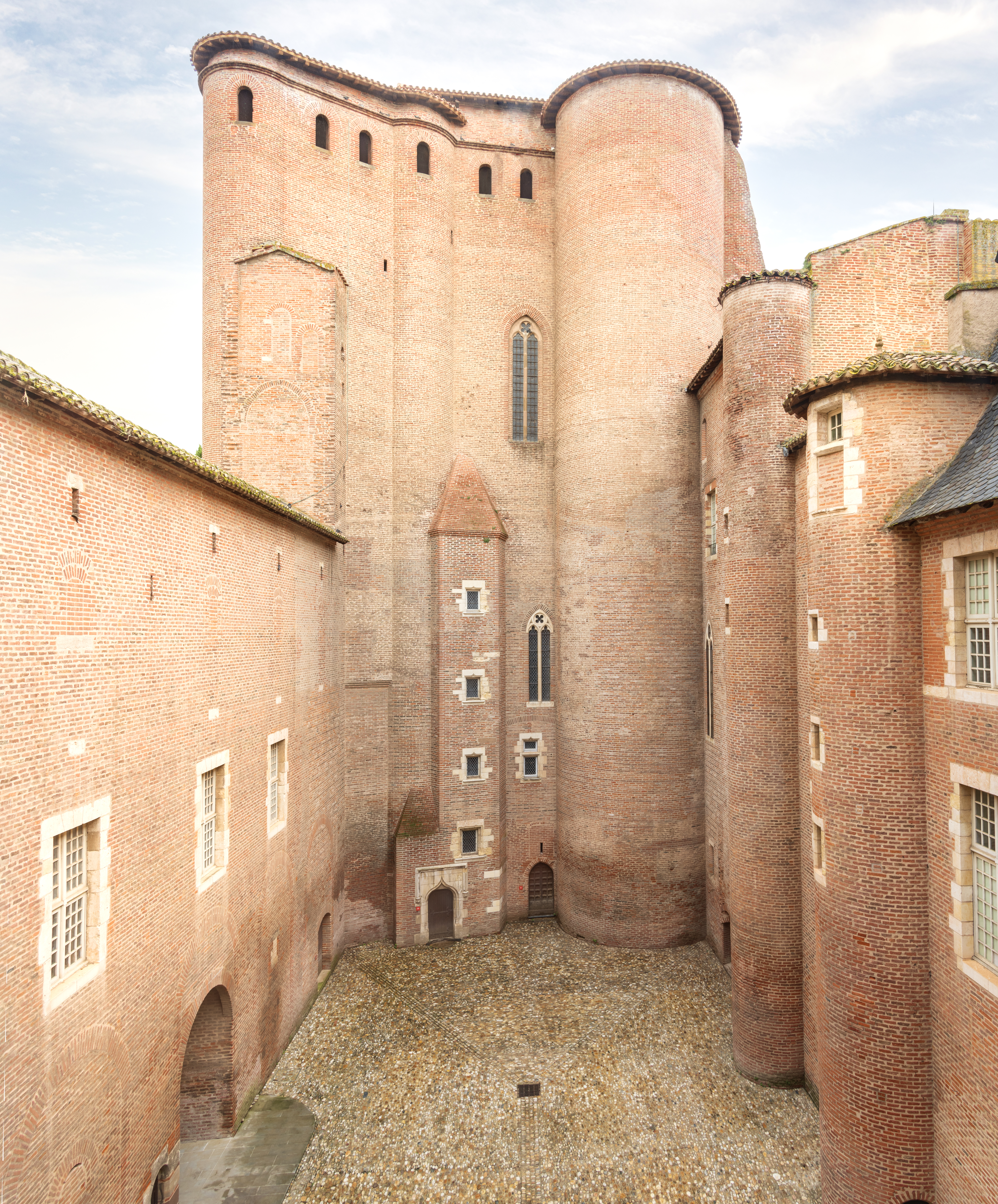
De Saint-Michel-toren en de belangrijkste binnenplaats van het Berbie-paleis.

Het Musée Toulouse-Lautrec (of: mTL) is een museum in Albi in Zuid-Frankrijk. Het museum heeft een grote collectie schilderijen, tekeningen, affiches en lithografieën van de Franse kunstschilder Henri de Toulouse-Lautrec.
Het museum gevestigd in het Palais de Berbie naast de Kathedraal Sainte-Cecile en de toeristen-informatie. Dit paleis was oorspronkelijk de bisschoppelijke vesting uit de 13e eeuw. Bij het kasteel horen tuinen die aan de rivier de Tarn liggen. Het museum voor de schilder Henri de Toulouse-Lautrec werd hier in 1922 ondergebracht.
Na een verbouwing van elf jaar ging het museum weer open in april 2012.

## Galerij

Het gebouw en de kunstwerken
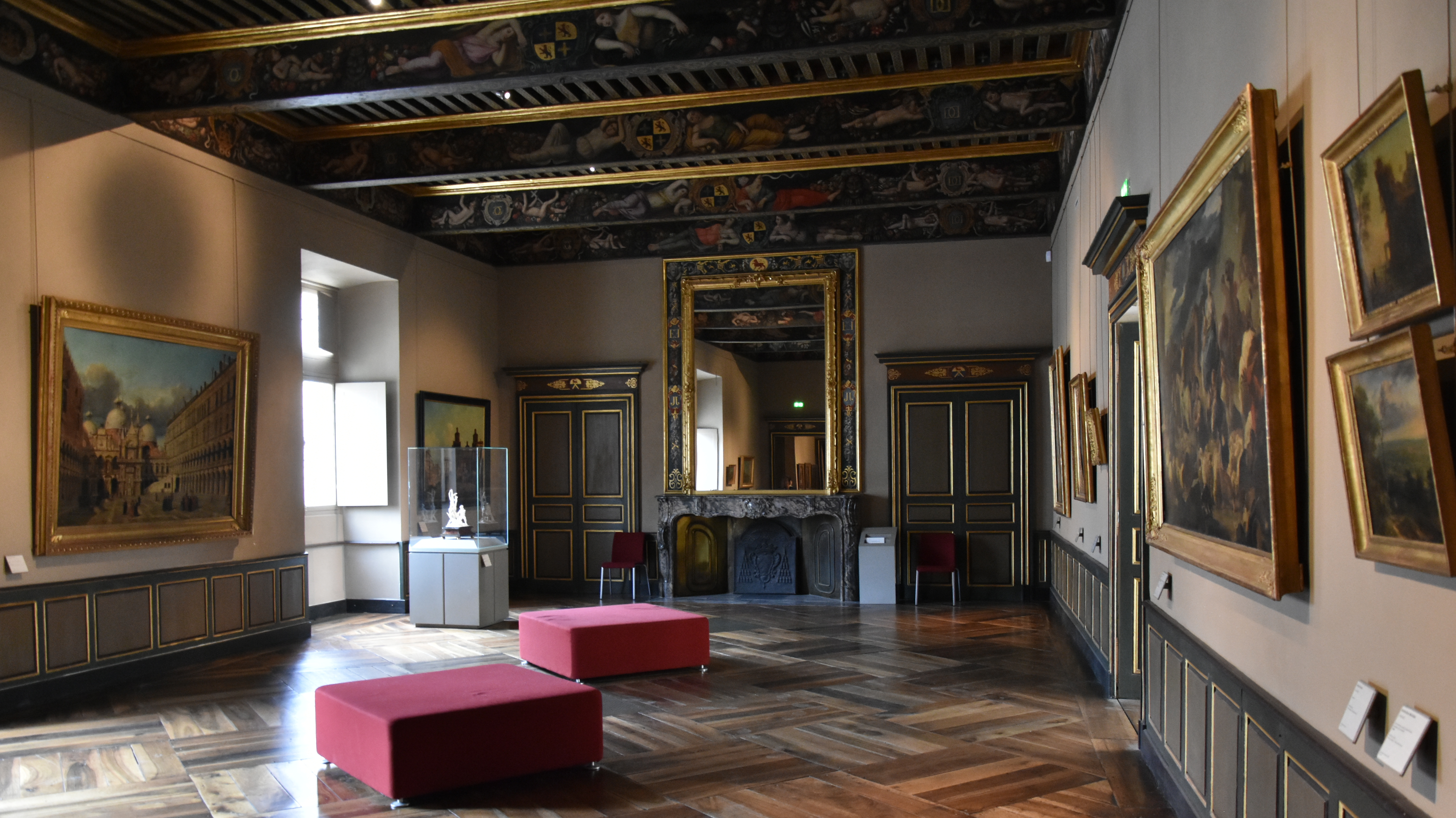
Interieur
Au salon de la rue des Moulins van Henri de Toulouse-Lautrec (pastel 1894)
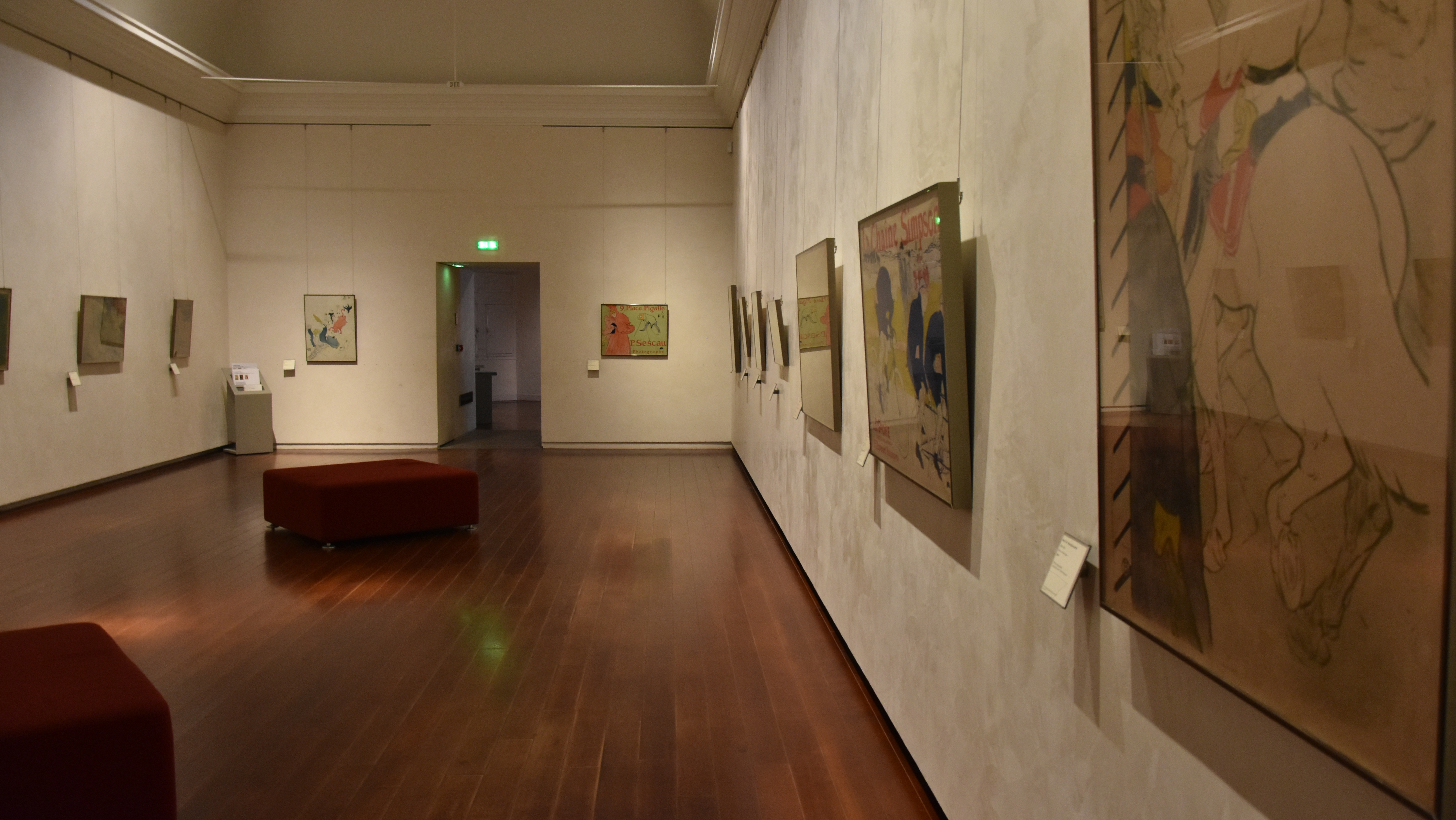
Interieur